# Say Na Na Na
Say Na Na Na – utwór tureckiego piosenkarza i producenta muzycznego Serhata, który miał swą premierę 22 lutego 2019. Piosenkę napisał sam Serhat we współpracy z Mary Susan Applegate.
Utwór reprezentował San Marino w 64. Konkursie Piosenki Eurowizji w Tel Awiwie i zajął 19. miejsce w finale.
Do utworu zrealizowano oficjalny teledysk, który został opublikowany 7 marca 2019 na kanale „Eurovision Song Contest” w serwisie YouTube. Klip został zrealizowany w studiu nagraniowym w Stambule, gościnnie wystąpiły w nim Femke Brinxma i Lea Steflickova. Za reżyserię odpowiada Thierry Vergnes.